# Jean Méo
Jean Alfred Emile Edouard Méo (ur. 24 kwietnia 1927 w Vosne-Romanée) – francuski menedżer, urzędnik państwowy i inżynier, od 1981 do 1982 poseł do Parlamentu Europejskiego I kadencji.

## Życiorys
Pochodzi z rodziny o tradycjach winiarskich z Selongey, od 1959 do 1984 był właścicielem rodzinnego gospodarstwa. Ukończył studia w École polytechnique, był także wolnym słuchaczem w Instytucie Nauk Politycznych w Paryżu. Dołączył do służby górniczo-geologicznej, przez dwa lata wykładał w Institut industriel du Nord w Lille, był także szefem poddystryktu geologicznego. Pomiędzy 1957 a 1960 doradca techniczny w ministerstwie finansów i gabinecie prezydenta Charles’a de Gaulle’a. Od 1960 pracował w branży paliwowej. Był dyrektorem generalnym koncernu Union générale des pétroles, zastępcą dyrektora generalnego Elf-ERAP i administratorem w SOCANTAR. W latach 1972–1977 był szefem dystrybucji wydawnictwa France Edition Publications, a od 1974 do 1978 dyrektorem przedsiębiorstwa public relations Havas. W 1978 został doradcą ekonomicznym Jacques’a Chiraca, objął funkcję zastępcy sekretarza generalnego Zgromadzenia na rzecz Republiki. Zasiadał w radzie miejskiej Paryża. W 1979 kandydował do Parlamentu Europejskiego, we wrześniu 1981 uzyskał mandat w miejsce André Turcata. Zrezygnował z zasiadania w Europarlamencie w kolejnym roku. Od 1986 do 1992 był dyrektorem Institut français du pétrole, publicznego instytutu badawczego.
Był żonaty z Nicole, doczekali się trójki dzieci.

## Odznaczenia
Kawaler Legii Honorowej i Orderu Zasługi Rolniczej.